# Онішко Сергій Афанасійович
Сергій Афанасійович Онішко (англ. Serhij Onisko, нар. 23 вересня 1914 с. Підлужжя Кременчуцького району на Полтавщині — пом. 11 жовтня 2005, Канберра, Австралія) — православний священик, залізничний технік, учитель, письменник, поет, громадський діяч в Австралії.

## Життєпис
Сергій Онішко народився 23 вересня 1914 року в селянській сім'ї козацького походження в селі Підлужжі (біля ст. Потоки) Кременчуцького району на Полтавщині. Село Підлужжя складалося із 23 хуторів, що разом нараховувало близько 500 селянських дворів. Батьки мали невелике сільське господарство, а до того, до революції 1917 року, батько Афанасій Павлович Онішко служив у царській армії. Коли ж в Україні почалися визвольні змагання 1917—1921 років, то він у чині поручника перейшов до війська Симона Петлюри. Він був поранений, а потім захворів тифом. У липні 1938 року його було арештовано, а 4 жовтня 1938 року розстріляно разом з іншими політв'язнями в підвалах Полтавського НКВД. Сергій нічого не знав про смерть батька аж до 1993 року.
Закінчив місцеву 4-річну школу у 1927 році, закінчив Потіцьку семирічну школу 1930 року. Йому подобалась учительська праця і він вирішив учитись на педагога. У 1930—1933 роках Сергій Онишко навчався в Кременчуцькому педтехнікумі, по закінченню працював учителем української мови та літератури в Онопріївському районі (недалеко села Павлиш), а звідти в село Сметанівку, що межує із селом Павлиш.

### Німеччина
У жовтні 1943 року його сім'ю вивезли на працю до Німеччини й поселили у таборі для остарбайтеів.
У повоєнний час разом з дружиною і дітьми переїхав до українського табору де вони відновили свою вчительську працю в таборових рідних школах. Працював учителем рідної школи в таборі Фельберт у Рур Ґебіт і Ганновері, учителем і директором семирічної школи в таборі Зеедорф (біля Бремена).

### Австралія
До Австралії приїхав в лютому 1950 p., поселився в Аделаїді. Разом із дружиною в 1951 році відкрили першу Українську недільну школу в Сітон Парку, (Південна Австралія). У 1955 році закінчив залізничний інститут в Аделаїді. У 1958—1959 роках був головою Української Громади Південної Австралії (1958—1959). У 1966 і 1967 роках працював викладачем української мови й педагогіки в Школі українознавства в м. Аделаїда. Брав активну участь у створенні та організації Свято-Троїцької і Покровської парафій УАПЦ в Аделаїді.
У 1971 році разом із дружиною переїхав до Канберри і включився в громадську та церковну працю. 10 років був головою мистецького товариства Полтавців в Австралії, вчителем і директором рідної школи ім. Лесі Українки.
У 1982 році організував школу гри на бандурі ім. Миколи Лисенка та був її адміністратором; у школі навчалося 17 студентів під керівництвом Віктора Мішалова та його сестри Роксолани. У 1985 у США висвячений на священика УАПЦ (Соборноправної). Разом із дружиною Людмилою добродій Фундації українських студій Австралії-Катедри Українознавства Австралії (ФУСА-КУА).
Онішко був дописувачем багатьох українських видань. Вірші публікувалися в добірці «Голубі твої очі» (1966), що входить до спільної з творами дружини збірки «Нас доля з'єднала» (1996). Зокрема його дописи та поезії друкувалися в таких журналах і газетах: «Українські вісті», «Українець в Австралії», «Нові дні», «Громада» і «Вільна думка».
Похований в Уоденському цвинтарі, Канберра.

## Праці
- Ти моя страдниця: [Вірш] // Новий обрій: Альманах. — Ч. 10. — Мельбурн: В-во «Ластівка», 1997. — С. 140—141.
- Дещо до історії школи гри на бандурі ім. Лисенка в Канберрі, АСТ. // Новий обрій: Альманах. — Ч. 10. — Мельбурн: В-во «Ластівка», 1997. — С. 238—240.
- Контракт: (Спогад) // Новий обрій: Альм. — Ч. 10. — Мельбурн: В-во «Ластівка», 1997. — С. 278—280.
- Онішко С., Самарець Л. Нас доля з'єднала — Канберра, 1996.
- Хроніка нашого життя. — Канберра-Мельбурн, 1998. — (у співавт.).